# Deborah Froese
Deborah Froese (* 1957 in Winnipeg, Manitoba) ist eine kanadische Kinder- und Jugendbuch-Autorin.
Ihr in Deutschland veröffentlichtes Buch In meiner Haut wurde für den Deutschen Jugendliteraturpreis 2005 nominiert, erhielt jedoch keine Auszeichnung. Neben dem Schreiben hält sie Lesungen und leitet Workshops. Deborah Froese lebt mit ihrem Mann und ihren drei Söhnen in St. Andrews in der Provinz Manitoba.

## Publikationen
- The Wise Washerman. Hyperion Press, 1996
- Out of the Fire. Sumach Press, 2001
- In meiner Haut. Beltz und Gelberg, 2004 (deutsche Fassung von Out of the Fire in der Übersetzung von Birgitt Kollmann)